# 普芬寧貝格山

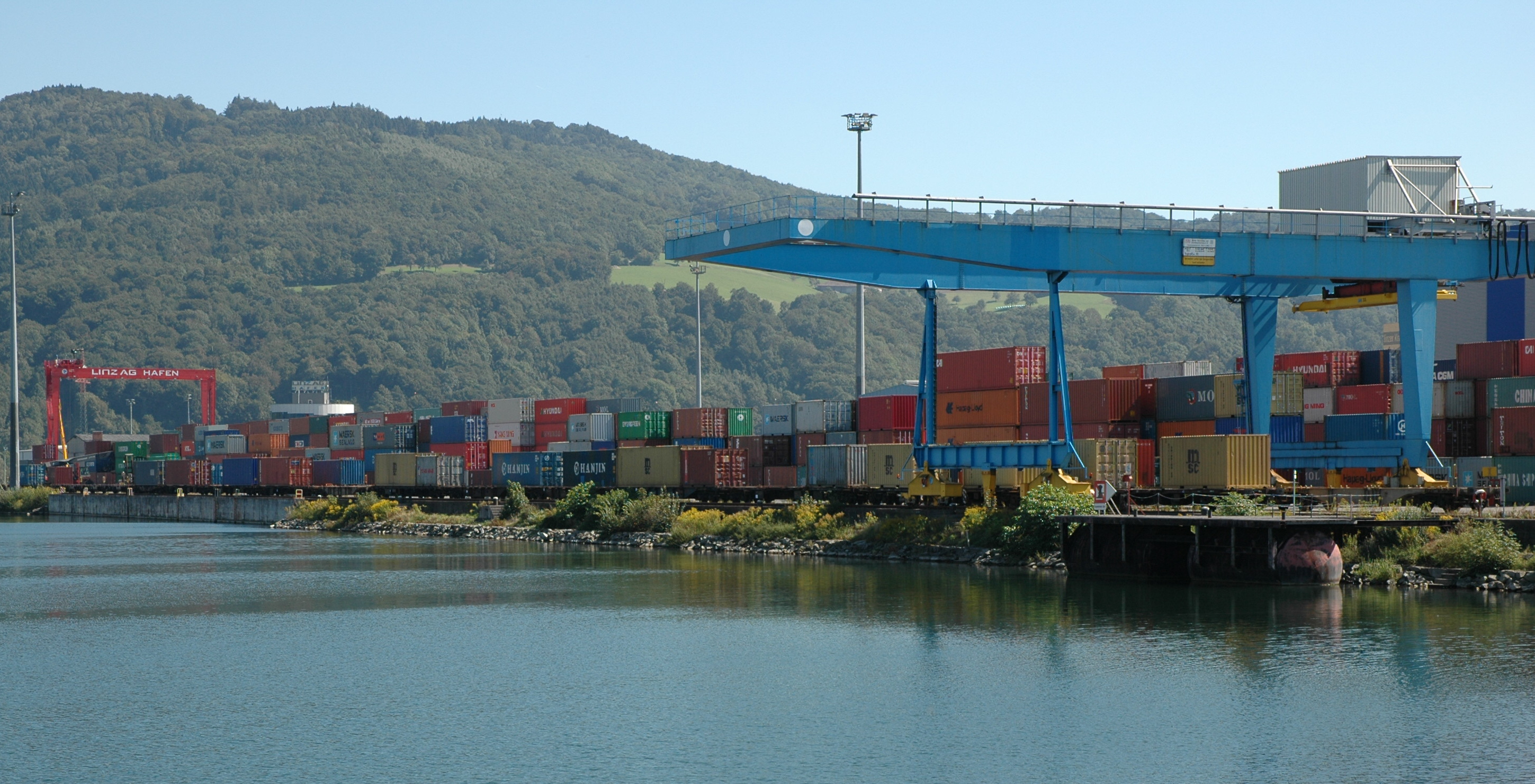

48°18′47″N 14°21′23″E / 48.31306°N 14.35639°E
普芬寧貝格山（德語：Pfenningberg），是奧地利的山峰，位於該國北部，由上奧地利州負責管轄，屬於波希米亞林山的一部分，處於林茲，海拔高度616米，每年平均降雨量1,298毫米。